# Bergatjärnen (Voxna socken, Hälsingland)
Bergatjärnen är en sjö i Ovanåkers kommun i Hälsingland och ingår i Ljusnans huvudavrinningsområde.